# Ormås

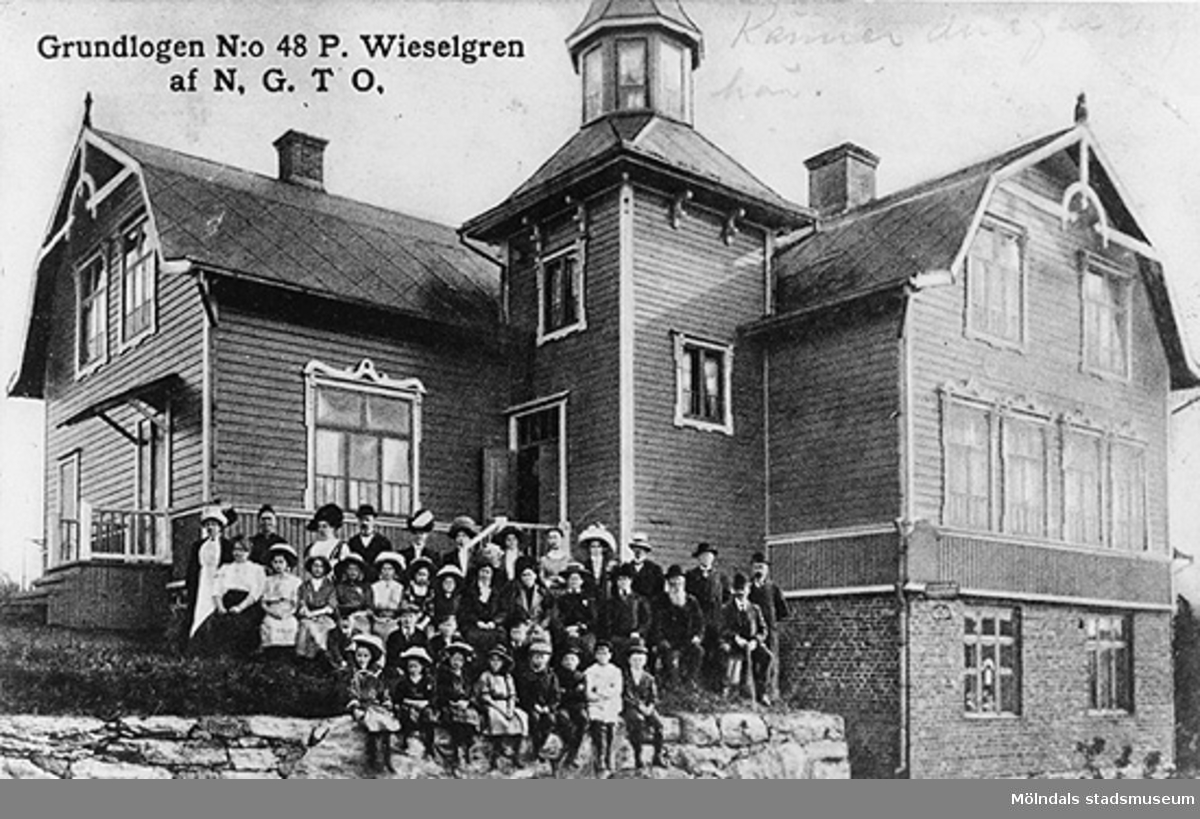
"Grundlogen N:o 48 P. Wieselgren af N.G.T.O."Hemmet" på Ormås, Ormåsgatan 4. Ordenshus för NGTO. Huset brann 1917.

Ormås är ett område i norra delen av kommundelen Östra Mölndal (motsvarande Stensjöns distrikt) i Västra Götalands län, vilket omfattar nuvarande Ormåsgatan och Gustavsgatan, samt Residensgatan och Skräddaregatan.

## Historia
Namnet Ormås förekommer första gången i husförhörslängden år 1794. Under åren 1873–1910 betecknade Ormås Roten E. Området var utmark till Mölndals Kvarnby och användes som betesmark för svin och kor under 1700- och 1800-talen.
Under andra hälften av 1800-talet började Ormås bebyggas. Det äldsta kända huset är från omkring 1850 och fram till 1901 är tretton hus kända. De flesta av dem låg längs Ormåsgatan och några vid Gustavsgatan. Under första hälften av 1900-talet tillkom ytterligare fjorton hus, varav hälften vid Gustavsgatan.
Den första skolan, Klipphöjd, låg mellan platsen för den nuvarande järnvägen och Kråkan.
Vid nuvarande Ormåsgatan 4 låg ordenshuset Hemmet, vilket var nykterhetslogen nummer 48 Per Wieselgren av NTO. Det inrymdes i ett tornförsett hus uppfört år 1909, vilket brann ner år 1917.
Vid Residensgatan 45 uppfördes år 1899, efter en brand, ett trevåningshus i sten, vilket kallades Residenset. I Residenset och dess föregångare tillverkades olika slöjdföremål, främst stolar.

## Skolor

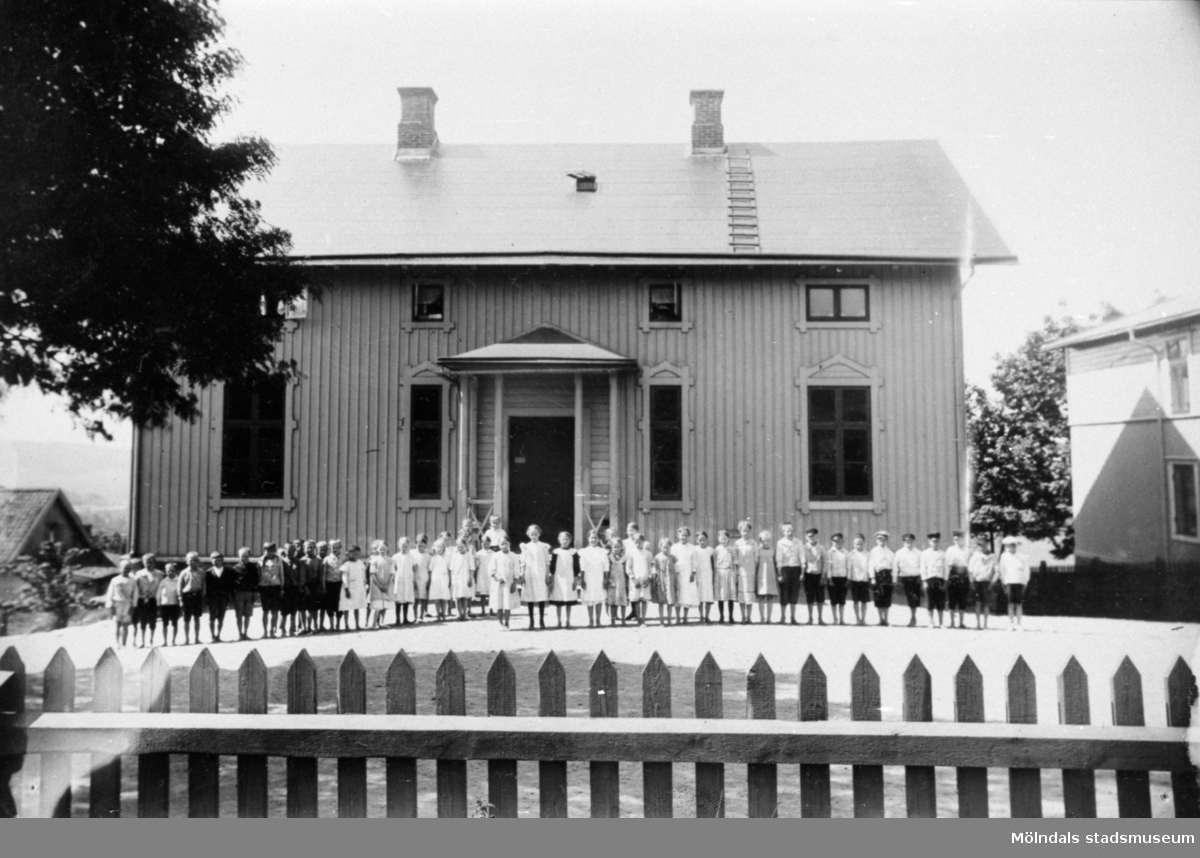
Ormås småskola 1924.

Grevedämmets skola togs i bruk år 1862 och hade plats för 240 elever. Trots detta blev det snart trångt och därför uppfördes Klipphöjds skola nära Soabs oljeslageri och järnvägen. Den togs i bruk höstterminen 1869 och den sista klassen gick där 1921–1922. Den kom senare att användas till musikundervisning och som handarbetslokal, samt för handsmakeriutbildning för verkstadsskolan under 1930-talet. Soab begärde rivningstillstånd för byggnaden år 1958.
Den 27 november 1883 invigdes Ormås skola. Den inrymde även en tjänstebostad för läraren. Ormås skola var i bruk till år 1924, då den nya Centralskolan (Kvarnbyskolan) togs i bruk. Skolan användes under 1930-talet som vävskola för yrkesskolan. År 1949 öppnades skolan på nytt, då det till följd av nybyggnation i området behövdes fler skolor. När Lackarebäcksskolan öppnades år 1972, stängdes Ormås skola och den revs år 1983. Ormås skola låg på Skräddaregatans västra sida.